# Matthias Habich
Matthias Habich (Danzica, 12 gennaio 1940) è un attore tedesco.

## Filmografia parziale

### Cinema
- Il colpo di grazia (Der Fangschuß), regia di Volker Schlöndorff (1976)
- Distanza zero (Le point de mire), regia di Jean-Claude Tramont (1977)
- Imperativo (Imperativ), regia di Krzysztof Zanussi (1982)
- L'oro dei legionari (Les morfalous), regia di Henri Verneuil (1984)
- Ritorno a Berlino (Der Passagier - Welcome to Germany), regia di Thomas Brasch (1988)
- À corps perdu, regia di Léa Pool (1988)
- Farendj, regia di Sabine Prenczina (1990)
- Noir comme le souvenir, regia di Jean-Pierre Mocky (1995)
- Jenseits der Stille, regia di Caroline Link (1996)
- Il nemico alle porte (Enemy at the Gates), regia di Jean-Jacques Annaud (2001)
- Nowhere in Africa (Nirgendwo in Afrika), regia di Caroline Link (2001)
- La caduta - Gli ultimi giorni di Hitler (Der Untergang), regia di Oliver Hirschbiegel (2004)
- Il caos da Ana (Caótica Ana), regia di Julio Medem (2007)
- The Reader - A voce alta (The Reader), regia di Stephen Daldry (2008)
- Waffenstillstand, regia di Lancelot von Naso (2009)
- Nanga Parbat, regia di Joseph Vilsmaier (2010)
- Der Geschmack von Apfelkernen, regia di Vivian Naefe (2013)
- Die abhandene Welt, regia di Margarethe von Trotta (2015)
- Berlin Syndrome - In ostaggio (Berlin Syndrome), regia di Cate Shortland (2017)
- Conni & Co. - Il segreto del T-Rex (Conni und Co 2 - Das Geheimnis des T-Rex), regia di Til Schweiger e Torsten Künstler (2017)
- Lassie torna a casa (Lassie - Eine abenteuerliche Reise), regia di Hanno Olderdissen (2020)
- Narciso e Boccadoro (Narziss und Goldmund), regia di Stefan Ruzowitzky (2020)

### Televisione
- Le avventure del barone Von Trenck (Merkwürdige Lebensgeschichte des Friedrich Freiherrn von der Trenck) - miniserie TV, 6 episodi (1973)
- Jack Holborn - serie TV, 6 episodi (1982)
- Vandronik - film TV (1990)
- L'ultimo U-Boot (Das letzte U-Boot) - film TV (1993)
- Das Urteil - film TV (1997)
- Klemperer - Ein Leben in Deutschland - serie TV, 12 episodi (1999)
- Trenck - Zwei Herzen gegen die Krone - film TV (2003)
- Nerone (Imperium: Nerone) - film TV (2004)
- Ein halbes Leben - film TV (2009)
- Das Kindermädchen - film TV (2012)
- Tatort - serie TV, 3 episodi (1996-2016)
- Playing God - film TV (2020)

## Premi
- Premio Adolf Grimme
  - 1998: "Outstanding Individual Achievement" (Das Urteil), "Audience Award of the 'Marl Group'" (Das Urteil)
  - 2010: "Fiction" (Ein halbes Leben)
- Deutscher Filmpreis
  - 2002: "Beste darstellerische Leistung - Männliche Nebenrolle" (Nowhere in Africa)
- Deutscher Fernsehpreis
  - 2001: "Bester Schauspieler in einer Hauptrolle - Fernsehfilm" (Jahrestage)
- RTL Golden Lion Awards
  - 1997: "Best Actor in a TV Film" (Tatort)